# Jan Pruszyński (rotmistrz)
Jan Pruszyński herbu Rawicz – podkomorzy miński, rotmistrz chorągwi 3. Brygady Kawalerii Narodowej w 1787 roku.
W 1792 roku został kawalerem Orderu Świętego Stanisława.